# Trachelyopterus peloichthys
Trachelyopterus peloichthys är en fiskart som först beskrevs av Schultz, 1944.  Trachelyopterus peloichthys ingår i släktet Trachelyopterus och familjen Auchenipteridae. Inga underarter finns listade i Catalogue of Life.